# Peziza petersii
Peziza petersii är en svampart som beskrevs av Berk. 1875. Peziza petersii ingår i släktet Peziza och familjen Pezizaceae.  Arten är reproducerande i Sverige. Inga underarter finns listade i Catalogue of Life.